# Hermann Krome
Hermann Friedrich Krome (* 27. Mai 1888 in Berlin; † 22. Juli 1955 in Baden-Baden) war ein deutscher Kapellmeister, Liedkomponist und Volksliedforscher.

## Leben
Mit elf Jahren begann Hermann Krome bereits zu komponieren und mit 15 Jahren wurde sein Nur die Liebe, die macht selig von einem Musikverlag angenommen. Er absolvierte eine umfassende Musikausbildung und wurde 1913 Kapellmeister im Königlichen Potsdamer Schauspielhaus. 1915 wechselte er nach Berlin an das Thalia-Theater. Seine nächsten Stationen waren Frankfurt an der Oder, München, Gera, Stettin und Halle.
Er sammelte Volkslieder und veröffentlichte mehrere Liederbücher. Als Komponist und Arrangeur machte er sich Anfang der 1920er Jahre einen großen Namen, indem er im Bereich des populären Schlagers, des Singspiels und des Kabarettliedes umtriebig war. So bearbeitete er beispielsweise Kompositionen von Jean und Robert Gilbert, Ralph Benatzky und Austin Egen. Er benutzte bisweilen diverse Pseudonyme, die bekanntesten sind „James Huntley“ und „Fred Ralph“. In diese Zeit fielen auch seine ersten Versuche, über das Radio die Menschen zu erreichen. Später – zwischen 1929 und 1934 – komponierte er einige Filmmusiken. Im Jahr des Kriegsausbruchs veröffentlichte er zwei Soldatenliederbücher.
Hermann Krome war zu einem der meistbeschäftigten Beiträger zahlreicher Musikverlage in Berlin avanciert. Viele Neuschöpfungen und Arrangements von Schlagern und Salonmusik, die sowohl als Klaviersatz als auch in verschiedenen Orchesterfassungen erschienen, tragen seinen Namen. Das „Fred-Ralph-Arrangement“ ist ein Markenzeichen des Musikverlages Roehr, dessen Repertoire maßgeblich von Hermann Krome bestritten wurde.
Nach dem Krieg wohnte er in Groß Glienicke, oberhalb des Glienicker Sees, in der sowjetisch besetzten Zone. Sein Arbeitsmittelpunkt lag weiterhin in Berlin. Als Pendler besaßen die Kromes einen Westberliner Pass, doch sahen sie sich Anfang der 1950er Jahre aufgrund der dauernden Grenzkontrollen inklusive zunehmender Schikanen veranlasst, ganz in den Westteil Berlins überzusiedeln. Er verstarb 1955 im Westen. Im Potsdamer Ortsteil Groß Glienicke wurde ein Weg nach ihm benannt.

## Kompositionen/Vertonungen (Auswahl)
(alphabetisch; soweit ermittelbar mit Angabe des Texters, ggf. ist das Stück auch instrumental oder der Text ebenfalls von Krome)
- Bei mir... Gleisdreieck (Es geht auch ohne dich)
- Bianka, ach Bianka, fahr nicht nach Casablanca
- Bonzo’s Stelldichein (Jazz-Intermezzo)
- Das war in Heidelberg in blauer Sommernacht (Text: Willy Weiß)
- Der alte Leuchtturm (Text: Curt Schulz)
- Der Graf von Rüdesheim
- Deutscher Rhein, deutscher Wein
- Die blonde Wirtin vom Gold’nen Stern (Text: Fritz Rotter)
- Die Klosterglocken
- Die Mühle im Neckartal
- Die Sonne sank im Westen (Text: Arthur Leuschner)
- Drum woll’n wir uns wieder vertragen
- Du warst heute Nacht so lieb zu mir (Text: Ewald Rössel)
- Ein Grund zum Trinken (Text: Paul Fago)
- Groß-Glienicke, du meine alte Liebe (Text: Hans Pflanzer)
- Grüß’ mir mein Mädchen, Kamerad!
- Hoch Kaiser Wilhelm II.
- Ihr Wandervögel in der Luft (Text: Otto Roquette)
- Im Gasthof „Zum goldenen Stern“ (Text: Fritz Rotter)
- Liebesperlen
- Nach der Heimat möcht’ ich wieder
- Sonne über Capri (Text: Curt Schulz)
- Übers Meer grüß ich dich, Heimatland (Text: Fritz Rotter)
- Wie oft kehrt ich am Rhein schon ein (Rheinsehnsucht) (Paul Fago)
- Zu Rüdesheim in der Drosselgass’

## Liederbuch-/Notenheftveröffentlichungen (Auswahl)
(chronologisch; bis zu seinem Tod von ihm selbst herausgegeben)
- Weihnacht’s Sang und Klang. Die bekanntesten Weihnachtslieder. Richard Birnbach, Berlin ca. 1915.
- Blumenträume. Salonstücke von Hermann Krome. Für Klavier. Richard Birnbach, Berlin 1916.
- „Wenn die Englein tanzen“. Richard Birnbach, Berlin 1916.
- Der erste Ball. Leichtes Tanzalbum für Klavier, Band 1 und 2. Richard Birnbach, Berlin 1917.
- Was die Wandervögel singen. Eine Zusammenstellung, Band I. Richard Birnbach, Berlin 1917.
- Was die Wandervögel singen. Eine Zusammenstellung, Band II. Richard Birnbach, Berlin 1918.
- Was die Wandervögel singen. Eine Zusammenstellung, Band III. Richard Birnbach, Berlin 1920.
- Was die Wandervögel singen. Eine Zusammenstellung, Band IV. Richard Birnbach, Berlin 1921.
- Was die Wandervögel singen, Band V (Verlagsangabe, kein Nachweis über tatsächliches Erscheinen).
- Bruno Decker: Das Veilchenmädel'. Singspiel in vier Bildern. Bote & Bock, Berlin 1920 (Musik von Hermann Krome).
- Wandervogels Liederschatz. Eine Sammlung der schönsten Wanderlieder für Mandoline allein oder mit allerleichtester Gitarre-Begleitung. Verlag J. Keil, Stuttgart 1921.
- Silentium! Alte und neue Studenten-, Kommers-, und Volkslieder. Drei Masken-Verlag, Berlin 1929.
- Am Rhein beim Wein. 45 ausgewählte deutsche Rheinlieder, Band 1. Drei-Masken-Verlag, Berlin 1925.
- Am Rhein beim Wein. Die schönsten und bekanntesten deutschen Rhein- und Trinklieder, Band 2. Drei-Masken-Verlag, Berlin 1930.
- Was die Mutter sang. Liebe unvergessene Lieder mit Klavier und vollständigem Text, Band 1 und 2. Richard Birnbach, Berlin ca. 1930.
- Deutscher Liederwald. Die schönsten deutschen Volkslieder für Klavier mit Text. Drei-Masken-Verlag, Berlin/München/Wien ca. 1930.
- Husarenstreiche. Scappate termerarie. Tours à la hussarde. Richard Birnbach, Berlin 1933.
- Die Oper im Heim. Die schönsten und bekanntesten Opernmelodien für Klavier, Band 1 und 2. Drei-Masken-Verlag, Berlin 1938.
- Erste Tanzstunde. Leichtes Tanzalbum für Klavier. Richard Birnbach, Berlin 1938.
- Lieb Vaterland, Die schönsten Soldatenlieder und Märsche. Richard Birnbach, Berlin 1939.
- Schön ist das Soldatenleben. Melodienfolge bekannter Soldatenlieder. Meisel, Berlin, 1939.
- Leichtes Tanz- und Marschbuch. 17 beliebte Stücke für Klavier leicht gesetzt. B. Schott’s Söhne, Mainz 1939.
- Leichtes Tanzbuch. 15 beliebte Stücke für Klavier leicht gesetzt. Schott, Mainz 1939.
- Der erste Ball. Leichtes modernes Tanzalbum für Klavier, Band 1 und 2. Richard Birnbach, Berlin 1939.
- Rund um die Reeperbahn. Ein Walzer-, Tanz- und Stimmungspotpourri. Meisel, Berlin um 1955.
- Strauss für alle. Die 10 schönsten Walzer von Johann Strauss. Ganz leicht gesetzt (für Klavier). Schotts Söhne, Mainz 1960.
- Da hört man zu! Melodien von Hermann Krome = Fred Ralph. Richard Birnbach, Berlin 1969.

## Filmografie
- 1929: Die süße Yvonne
- 1929/30: Ich glaub nie mehr an eine Frau
- 1934: Der Meisterboxer